# Atheta euryptera
Atheta euryptera är en skalbaggsart som först beskrevs av Stephens 1832.  Atheta euryptera ingår i släktet Atheta, och familjen kortvingar. Arten är reproducerande i Sverige.